# Turó de Can Riera
El Turó de Can Riera és una muntanya de 294 metres que es troba al municipi de Cervelló, a la comarca del Baix Llobregat.